# Albrecht Riethmüller
Albrecht Riethmüller (* 21. Januar 1947 in Stuttgart) ist ein deutscher Musikwissenschaftler.

## Leben und Wirken
Geboren 1947 in Stuttgart, studierte er Musikwissenschaft, Philosophie und Neuere deutsche Literaturwissenschaft an der Albert-Ludwigs-Universität Freiburg, wo er 1974 bei Hans Heinrich Eggebrecht mit der Dissertation Die Musik als Abbild der Realität promoviert wurde, seine Assistentenzeit verbrachte und sich 1984 mit seiner Studie über Ferruccio Busonis Poetik habilitierte. Er nahm zunächst eine Gastprofessur an der University of Illinois at Urbana-Champaign/USA (1983), Lehrstuhlvertretungen an den Universitäten Heidelberg (1984/85) und Frankfurt (1986) sowie zusätzliche Lehraufträge an der Musikhochschule Freiburg (1985–87) und an der Universität Halle-Wittenberg (1994) wahr.
Er wurde 1986 als o. Professor für Musikwissenschaft in der Nachfolge von Ludwig Finscher an die Universität Frankfurt am Main und 1992 als Nachfolger von Rudolf Stephan an die Freie Universität Berlin berufen. Seit 1991 ist er ordentliches Mitglied der Akademie der Wissenschaften und der Literatur Mainz.
1999 erhielt er vom Canada Council for the Arts in Ottawa, Ontario, den John G. Diefenbaker Award, seit 2002 ist er Affiliated Faculty Member des Canadian Centre for German and European Studies der York University in Toronto. An der akademischen Selbstverwaltung und Wissenschaftsorganisation nahm er teil als Dekan und Prodekan des Fachbereichs Klassische Philologie und Kunstwissenschaften der Universität Frankfurt a. M. (1988–1991) sowie des Fachbereichs Altertumswissenschaften der Freien Universität Berlin (1995–1999), als Fachgutachter der Deutschen Forschungsgemeinschaft in Bonn (1992–2000) sowie des Fonds zur Förderung der wissenschaftlichen Forschung in Wien (1993–2004) und als Vorsitzender der Senatskommission für Forschung und Wissenschaftlichen Nachwuchs der Freien Universität Berlin (1997–1999). Er war Vertrauensdozent der Studienstiftung des deutschen Volkes (1990–2004) und ist Vorsitzender der Kommission für Musikwissenschaft der Akademie der Wissenschaften und der Literatur Mainz (seit 1991), Mitglied des Ausschusses für Musikwissenschaftliche Editionen der Union der deutschen Akademien der Wissenschaften (seit 1991) und des Wissenschaftlichen Beirats des Beethoven-Archivs Bonn (seit 2001). Seit 2004 vertritt er die Union der deutschen Akademien der Wissenschaften bei ALLEA (All European Academies) in Amsterdam.
Seit 2000 ist Riethmüller Herausgeber der Zeitschrift Archiv für Musikwissenschaft samt Beiheften. Aktuell leitet er Akademie-Forschungsstellen und musikwissenschaftliche Projekte in Sonderforschungsbereichen der Deutschen Forschungsgemeinschaft und ist an der Freien Universität Berlin Mitglied des Internationalen Graduiertenkollegs InterArt sowie Principal Investigator des Clusters Languages of Emotion.

## Arbeitsschwerpunkte und Forschungsprojekte
- Musikgeschichte seit der europäischen Aufklärung
- Musik der griechischen Antike
- Geschichte der Musiktheorie und -ästhetik
- Musikalische Terminologie
- Musik und Dichtung
- Musik und Politik
- Filmmusik
- Interdisziplinäre Methodik
- Arbeitsstelle Busoni-Editionen der Akademie der Wissenschaften und der Literatur Mainz am Seminar für Musikwissenschaft der Freien Universität Berlin
- Beethoven – Handbuch (6 Bände)
- Teilprojekt „Performatives Paradestück: Militärmusik heute“ im DFG-Sonderforschungsbereich 447 „Kulturen des Performativen“ an der Freien Universität Berlin
- Teilprojekt „Ästhetische Diversifikation als Zukunft der Musik?“ im DFG-Sonderforschungsbereich 626 „Ästhetische Erfahrung im Zeichen der Entgrenzung der Künste“ an der Freien Universität Berlin
- Forschungsstelle German Film Music Project (GFMP)

## Veröffentlichungen (Auswahl)
Monografien
- Die Musik als Abbild der Realität. Zur dialektischen Widerspiegelungstheorie in der Ästhetik (= Beihefte zum Archiv für Musikwissenschaft. 15). Steiner, Wiesbaden 1976, ISBN 3-515-02153-1.
- Ferruccio Busonis Poetik (= Neue Studien zur Musikwissenschaft. 4). Schott, Mainz u. a. 1988, ISBN 3-7957-1723-X (Zugleich: Freiburg (Breisgau), Universität, Habilitations-Schrift, 1984).
- Die Walhalla und ihre Musiker. Laaber-Verlag, Laaber 1993, ISBN 3-89007-297-6.
- Gedichte über Musik. Quellen ästhetischer Einsicht (= Spektrum der Musik. 4). Laaber-Verlag, Laaber 1996, ISBN 3-89007-200-3.
- Annäherung an Musik. Studien und Essays. Steiner, Stuttgart 2007, ISBN 978-3-515-08957-9.

Herausgeberschaften
- mit Frieder Zaminer: Die Musik des Altertums (= Neues Handbuch der Musikwissenschaft. Bd. 1). Laaber-Verlag, Laaber 1989, ISBN 3-89007-031-0.
- mit Ludwig Finscher: Johann Strauß. Zwischen Kunstanspruch und Volksvergnügen. Wissenschaftliche Buchgesellschaft, Darmstadt 1995, ISBN 3-534-12660-2.
- mit Carl Dahlhaus und Alexander L. Ringer: Beethoven. Interpretationen seiner Werke. 2 Bände. Laaber-Verlag, Laaber 1994, ISBN 3-89007-259-3 (Mehrere Auflage).
- Sprache und Musik. Perspektiven einer Beziehung (= Spektrum der Musik. 5). Laaber-Verlag, Laaber 1999, ISBN 3-89007-320-4.
- Bruckner-Probleme. Internationales Kolloquium 7.–9. Oktober 1996 in Berlin (= Beihefte zum Archiv für Musikwissenschaft. 45). Steiner, Stuttgart 1999, ISBN 3-515-07496-1.
- Brecht und seine Komponisten (= Spektrum der Musik. 6). Laaber-Verlag, Laaber 2000, ISBN 3-89007-501-0.
- mit Michael H. Kater: Music and Nazism. Art under Tyranny, 1933–1945. Laaber-Verlag, Laaber 2003, ISBN 3-89007-516-9 (2. Auflage. ebenda 2004).
- mit Hyesu Shin: Busoni in Berlin. Facetten eines kosmopolitischen Komponisten. Steiner, Stuttgart 2004, ISBN 3-515-08603-X.
- mit Michael Beiche: Musik – Zu Begriff und Konzepten. Berliner Symposium zum Andenken an Hans Heinrich Eggebrecht. Steiner, Stuttgart 2004, ISBN 3-515-08848-2.
- Geschichte der Musik im 20. Jahrhundert. 1925–1945 (= Handbuch der Musik im 20. Jahrhundert. Bd. 2). Laaber-Verlag, Laaber 2006, ISBN 3-89007-422-7.
- Deutsche Leitkultur Musik? Zur Musikgeschichte nach dem Holocaust. Steiner, Stuttgart 2006, ISBN 3-515-08974-8.
- mit Michael Custodis: Georg Kreisler. Grenzgänger. Sieben Beiträge (= Rombach Wissenschaften. 169). Rombach, Freiburg (Breisgau) u. a. 2009 ISBN 978-3-7930-9554-5.